# Czesław Mielcarski
Czesław Mielcarski (ur. 20 maja 1923 w Poznaniu, zm. 1 lipca 2007 tamże) – polski botanik.

## Życiorys
Był synem Czesława i Anny z Kaczyńskich. W 1936 ukończył w Poznaniu szkołę powszechną, a ukończenie Gimnazjum Św. Marii Magdaleny uniemożliwiła mu II wojna światowa. W lutym 1940 Niemcy wysiedlili go wraz z rodziną do Generalnego Gubernatorstwa - do wsi Wymysłów w powiecie miechowskim. Kontynuował wówczas naukę w miechowskim gimnazjum, a potem liceum, ale musiał ją przerwać, zagrożony przymusową wywózką na roboty do Niemiec. Pracował więc na roli i w lesie w Wymysłowie. Nabył wtedy wysokich umiejętności w zakresie pszczelarstwa. W 1944 wstąpił do Armii Krajowej i brał udział w starciach partyzanckich na terenie Ziemi Miechowskiej. W 1945 krótko uczęszczał do liceum w Miechowie (już po usunięciu Niemców), ale po wyparciu hitlerowców z Poznania z matką i siostrą powrócił do rodzinnego miasta. Maturę zdał 13 lutego 1947 w Liceum im. Karola Marcinkowskiego. 
Przez jeden semestr studiował biologię na Wydziale Matematyczno-Przyrodniczym Uniwersytetu Poznańskiego, ale jesienią 1947 dostał się na upragnione leśnictwo na Wydziale Rolniczo-Leśnym tej samej uczelni. W 1951 został magistrem nauk agrotechnicznych i inżynierem leśnictwa (praca magisterska zatytułowana Biologia zięby pod kierunkiem prof. Jana Sokołowskiego). W 1952 udał się z nakazem pracy do tartaku w Pile (pozostawał tam do 1953, kiedy to na liczne własne prośby przeniesiono go do tartaku w Gądkach, gdzie pracował do 1959 i doszedł do stanowiska zawiadowcy hali traków). 
1 października 1959 zaczął pracować na Wyższej Szkole Rolniczej w Poznaniu. Doktoryzował się 30 listopada 1966 (praca Zbiorowiska leśna Nadleśnictwa Czeszewo pod kierunkiem doc. dra Mariana Nowińskiego). 1 października 1976 został starszym wykładowcą. Od 1984 do 1986 pełnił rolę kierownika Punktu Konsultacyjnego UAM w Lesznie. Na emeryturę przeszedł 30 września 1991 (kilka lat pracował jeszcze na uczelni, w tym jako wolontariusz). Był uzdolnionym rysownikiem roślin - jego ilustracje zamieszczano w publikacjach botanicznych.
Pochowany 5 lipca 2007 na cmentarzu Górczyńskim.

## Odznaczenia
- Złoty Krzyż Zasługi (1980),
- Krzyż Kawalerski Orderu Odrodzenia Polski (1987),
- Medal X-lecia Polski Ludowej (1955),
- odznaka Za Zasługi dla Województwa Leszczyńskiego (1982),
- Odznaka Honorowa Miasta Poznania (1987)[1].

## Przynależność
Był członkiem Polskiego Towarzystwa Botanicznego, LOP, Polskiego Związku Wędkarskiego i Solidarności. Działał w Komisji Ochrony Zieleni Miejskiej w Poznaniu, a także zasiadał jako ławnik ludowy w Sądzie Rejonowym w Poznaniu.